# إكسيتر (دائرة انتخابية في المملكة المتحدة)
اكسيتر  (بالإنجليزية: Exeter)‏ هي إحدى الدوائر الانتخابية في المملكة المتحدة الممثلة في مجلس العموم في برلمان المملكة المتحدة.
عضو البرلمان الذي يمثلها حالياً هو :Mr Ben Bradshaw (Lab).